# لوکاش پولرت
لوکاش پولرت (انگلیسی: Lukáš Pollert؛ زادهٔ ۲۴ مارس ۱۹۷۰) قایقران کانو اهل جمهوری چک است.